# Markovac (Daruvár)
Markovac falu Horvátországban Belovár-Bilogora megyében. Közigazgatásilag Daruvárhoz tartozik.

## Fekvése
Belovártól légvonalban 49, közúton 60 km-re délkeletre, Daruvár központjától légvonalban 4, közúton 6 km-re keletre, Nyugat-Szlavóniában, a Papuk-hegység nyugati lejtőin fekszik.

## Története
A térség a 17. század végén szabadult fel a török uralom alól. A teljesen kihalt területre a parlagon heverő földek megművelése és a határvédelem céljából a 18. század első felében Bosznia területéről telepítettek be új, szerb anyanyelvű lakosságot. Az első katonai felmérés térképén „Dorf Markovacz” néven találjuk. Lipszky János 1808-ban Budán kiadott repertóriumában „Markovácz” néven szerepel. Nagy Lajos 1829-ben kiadott művében „Markovacz” néven 36 házzal és 261 ortodox vallású lakossal találjuk.
A Magyar Királyságon belül Horvát–Szlavónország részeként, Pozsega vármegye Daruvári járásának része volt. 1857-ben 269, 1910-ben 516 lakosa volt. 1910-ben a népszámlálás adatai szerint lakosságának 98%-a szerb anyanyelvű volt. Az I. világháború után 1918-ban az új szerb-horvát-szlovén állam, majd később (1929-ben) Jugoszlávia része lett. 1941 és 1945 között a németbarát Független Horvát Államhoz, háború után a település a szocialista Jugoszláviához tartozott. A település 1991-től a független Horvátország része. 1991-ben lakosságának 95%-a szerb nemzetiségű volt. 2011-ben a településnek 80 lakosa volt.

## Lakossága
| Lakosság változása | Lakosság változása | Lakosság változása | Lakosság változása | Lakosság változása | Lakosság változása | Lakosság változása | Lakosság változása | Lakosság változása | Lakosság változása | Lakosság változása | Lakosság változása | Lakosság változása | Lakosság változása | Lakosság változása | Lakosság változása |
| ------------------ | ------------------ | ------------------ | ------------------ | ------------------ | ------------------ | ------------------ | ------------------ | ------------------ | ------------------ | ------------------ | ------------------ | ------------------ | ------------------ | ------------------ | ------------------ |
| 1857               | 1869               | 1880               | 1890               | 1900               | 1910               | 1921               | 1931               | 1948               | 1953               | 1961               | 1971               | 1981               | 1991               | 2001               | 2011               |
| 269                | 263                | 311                | 343                | 427                | 516                | 463                | 528                | 474                | 488                | 476                | 388                | 336                | 307                | 93                 | 80                 |

## Nevezetességei
- A település régi pravoszláv fa haranglába ma is áll. Védett kulturális emlék.

- A falutól keletre magasodik a Petrov vrh (Péter-hegy) nevű magaslat, ahol néhány történész és topográfus véleménye szerint egykor vár állt. A neves horvát történész Gjuro Szabo elvetette ezt az elképzelést, de feltételezte, hogy a hegy közelében egy Szent Péter tiszteletére szentelt templom állt, melyről a hegy a nevét kapta. Szerinte a templomnak a Petrov vrh és a Pogan vrh nevű hegyek közötti „Crkvišće” nevű helyen kellett állnia. A régi dokumentumokban ezt a templomot „capella sancti Petri de monte Wsathecz” alakban említik. Az „Wsathecz” nevet később Usat-hegyként magyarosították, ezért Crkvišće egy részét ma is „Za – ušnjak” néven illetik.